# Sân bay Makabana
Sân bay Makabana (IATA: KMK, ICAO: FCPA) là một sân bay ở Makabana, tỉnh Niari, Cộng hòa Congo.

## Vị trí và cơ sở vật chất
Sân bay nằm cách thị trấn khoảng 2 km về phía tây nam, trên độ cao 495 ft (151 m) so với mực nước biển. Nó có một đường băng đất dài 1350 m.